# Sollentuna HC
Sollentuna HC är en svensk ishockeyklubb i Sollentuna, Stockholm. Klubben bildades 1976 då ishockeysektionerna i Turebergs IF och Edsbergs IF slogs samman. Sollentuna HC består idag av drygt 500 aktiva medlemmar och ett 100-tal ledare och tränare. Berömda spelare som spelat för klubben är Calle Steen, Oscar Steen, Rickard Rakell, Per Eklund, Niklas Svedberg och Mats Sundin.
1996 fick klubben en ishall i Sollentuna kommun som man delar med Sollentuna konståkningsklubb och Sollentuna Ringette. I oktober 2007 byggde klubben en ishall i samarbete med Sollentuna kommun. Ishallen är egentligen en överbyggnad över den dåvarande uterinken. Båda ishallarna är placerade på Sollentunavallen. Nuvarande sportchef är Per Eklund. Eklund har sitt ursprung i klubben, men har efter det spelat för Väsby, Huddinge, Djurgården, Linköping, i Tyskland samt i AHL.
Säsongen 1999/2000 spelade klubben i Division 1, då Sveriges tredjedivision. Klubben spelar återigen i tredjedivisionen, nu känd som Hockeyettan, säsongen 2015/2016, uppflyttade från Division 2 efter ett framgångsrikt kval.Allteftersom klubben blev degraderade, lyckades klubben med samma prestation säsongen 2023/2024, där de lyckades bli uppflyttade från Division 2.

## Säsonger i Division 1
| Säsong                                   | Division           | Placering | Vårserie        | Kval/Playoff                       |
| ---------------------------------------- | ------------------ | --------- | --------------- | ---------------------------------- |
| 1999/2000                                | Division 1 Östra A | 9         | 6:a i vårserien | nerflyttade                        |
| 2000–2003 spelade man i lägre divisioner |                    |           |                 |                                    |
| 2003/2004                                | Division 1 Östra   | 10        |                 | 1:a i kvalserien till Division 1   |
| 2004/2005                                | Division 1 Östra   | 12        |                 | 5:a i kvalserien, nerflyttade      |
| 2005–2015 spelade man i lägre divisioner |                    |           |                 |                                    |
| 2015/2016                                | Hockeyettan Östra  | 10        | 6:a i vårserien |                                    |
| 2016/2017                                | Hockeyettan Östra  | 7         | 1:a i vårserien | Utslagna av Örnsköldsvik i Förkval |
| 2017/2018                                | Hockeyettan Östra  | 10        | 2:a i vårserien |                                    |
| 2018/2019                                | Hockeyettan Östra  | 9         | 5:a i Vårettan  |                                    |
| 2019/2020                                | Hockeyettan Östra  | 8         | 3:a i Vårettan  |                                    |
| 2020/2021                                | Hockeyettan Östra  | 9         | 6:a i Vårettan  | 3:a i kvalserien, nerflyttade      |